# Madián
Los Montes Madián (en árabe: جِبَال مَدْيَن, romanizado: Jibāl Madyan) son una zona montañosa de la región del Hiyaz, en Arabia Saudita, que se extiende por la costa del mar Rojo y del golfo de Aqaba hasta llegar a la frontera jordana. Está habitada fundamentalmente por beduinos, siendo Duba la ciudad más importante.